# (16277) Mallada
(16277) Mallada es un asteroide perteneciente al cinturón de asteroides descubierto el 4 de mayo de 2000 por el equipo del Spacewatch desde el Observatorio Nacional de Kitt Peak, Arizona, Estados Unidos.

## Designación y nombre
Designado provisionalmente como 2000 JW74. Fue nombrado Mallada en honor a Esmeralda Mallada, de nacionalidad uruguaya, profesora en la Universidad de la República y astrónoma, dedicada a estudiar cuerpos menores y a enseñar cosmografía y matemáticas. En 1952 fue una de las fundadoras de la Asociación de Aficionados a la Astronomía, la asociación de astrónomos aficionados más antigua de Uruguay. El nombre fue designado por el Comité de Designación de Cuerpos Menores de la Unión Astronómica Internacional.

## Características orbitales
Mallada está situado a una distancia media del Sol de 2,756 ua, pudiendo alejarse hasta 2,963 ua y acercarse hasta 2,548 ua. Su excentricidad es 0,075 y la inclinación orbital 8,476 grados. Emplea 1671,16 días en completar una órbita alrededor del Sol.

## Características físicas
La magnitud absoluta de Mallada es 13,5. Tiene 13,297 km de diámetro y su albedo se estima en 0,031. 